# ستيفن إتش كراندال
ستيفن إتش كراندال (بالإنجليزية: Stephen H. Crandall) هو مهندس وأستاذ جامعي أمريكي، ولد في 2 ديسمبر 1920 في الفلبين، وتوفي في 29 أكتوبر 2013.